# Робърт Тейлър
Робърт Тейлър (на английски: Robert Taylor, истинско име – Спанглър Арлингтън Бру, на английски: Spangler Arlington Brugh) е популярен американски актьор от киното и телевизията, един от най-знаменитите актьори на своето време.
Тейлър започва кариерата си в киното през 1934 г., когато подписва договор с Метро-Голдуин-Майер. Печели първата си главна роля през следващата година във „Великолепното пристрастяване“. Популярността му се увеличава в края на 30-те и 40-те години с участието му в „Янки в Оксфорд“ (1938 г.), „Мостът Ватерло“ (1940 г.) и „Батаан“ (1943 г.). По време на Втората световна война служи във военноморския въздушен корпус на Съединените щати, където работи като инструктор на полети и се появява в учебни филми. От 1959 до 1962 г. участва в телевизионния сериал на Ей Би Си „Детективите с участието на Робърт Тейлър“.
Тейлър е женен за актрисата Барбара Стануик от 1939 до 1951 г. Той се жени за актрисата Урсула Тийс през 1954 г. и двамата имат две деца. Страстен пушач, Тейлър е диагностициран с рак на белите дробове през октомври 1968 г. Умира от болестта на 8 юни 1969 г., на 57-годишна възраст.